# Joëlle Wintrebert
Œuvres principales
- Les Olympiades truquées
- Pollen

Joëlle Wintrebert, née le 29 septembre 1949 à Toulon, est une écrivaine française. Elle a écrit principalement de la science-fiction, mais aussi du fantastique, de la fantasy, des romans policiers ou des romans historiques. 
Elle est également traductrice, scénariste, anthologiste, autrice de livres pour enfants et journaliste.

## Biographie

### Études
Joëlle Wintrebert obtient une licence de cinéma à Paris VIII en 1971, et une licence de lettres en 1972 dans la même université,.

### Débuts professionnels
Elle travaille d'abord dans l'audio-visuel où elle joue le rôle de petite main, généralement oubliée des génériques, dans des scénarios pour la télévision, notamment pour Arpad le Tzigane (1973-1974), Les Mondes engloutis et Rahan (1985-1987),.
Elle se tourne ensuite vers le journalisme. Elle est rédactrice de la revue Horizons du fantastique en 1975 et de l'anthologie annuelle Univers de 1983 à 1985. C'est à cette époque qu'elle découvre la science-fiction. elle écrit des critiques, et chroniques dans de nombreuses revues, comme Fiction, L'Inconnu, Creepy, Vampirella ou L'Écho des savanes. Elle tient une chronique sur la science-fiction dans (À suivre) jusqu'en 1998,.
Elle a également révisé des traductions de Barbara Cartland.
En 1979, 1980 et 1982, elle est attachée de presse du Festival de la SF et de l'Imaginaire de Metz. En 1990, elle, est responsable de la presse régionale du Festival de la BD d'Angoulême.

### Carrière littéraire
Elle commence au milieu des années 1970 à publier de premières nouvelles dans les revues, Horizons du fantastique et Alerte !.
Elle collabore avec son compagnon Henri Lehalle sur L'Amie-nuit, un livre de textes poétiques et de photos mettant en scène les deux auteurs souvent dénudés, teinté de fantastique. L'ouvrage, réalisé en 1974, devait être publié par Éric Losfeld, mais ce dernier étant sous le coup de la censure, le livre n'a jamais vu le jour. Une association publie l'ouvrage en 2010,.
Les Olympiades truquées (1980, réécrit en 1987) et Bébé-miroir (1988) sont créés en parallèle, ce sont deux romans d'apprentissage qui mettent chacun en scène des adolescentes que tout oppose. Les Olympiades truquées remporte le Prix Rosny aîné.
Elle écrit plusieurs romans jeunesse, dont le premier est Nunatak, paru en 1983. Sous l'apparence d'un roman d'aventure, on y trouve des enfants forcés de se livrer à des combats de gladiateurs pour le plaisir d'adultes. Comme un feu de sarments (1990) est également un roman d'apprentissage, ainsi qu'il roman historique doublé d'une prise de conscience politique, sur fond de révolte de vignerons. Dans L'Océanide (1992), les Terriens exploitent les Océanides, des humains qui ont évolué sur une planète océanique. Ce rapport de domination est mis à mal par l'amour d'une Terrine et d'un Océanide,.
Paru en 1983, le roman d'aventure Les Maîtres-Feu, son premier chez J'ai lu, a surpris à l'époque, parce que le ton léger voire amusant tranche avec le reste des livres de l'autrice,.
Chromoville, paru en 1984, se déroule dans une cité dystopique autour de castes, identifiées par des couleurs : rouge pour les ouvriers, bleu pour les marchands, violet pour les urbanistes… Les hétaïres jaunes sont les seules femmes à avoir un certain pouvoir. Pour Roland C. Wagner, « il s’agit sans doute de la création d’univers la plus aboutie de son auteur, et certains passages ne sont pas sans faire penser à un Jack Vance hypothétique qui connaîtrait la chaleur des émotions ». Parue dans Univers 1982, la nouvelle Hétéros et Thanatos, « tout à la fois poétique et d’une noirceur forcenée », prolonge le roman et met en scène Sélen le chorège, un des personnages de Chromoville.
Le Créateur chimérique (1988) débute par la nouvelle La Créode (Prix Rosny aîné 1988), dans laquelle elle imagine des humains se reproduisant par parthénogenèse. Le livre est Grand Prix de la science-fiction française. On dit souvent que c'est son chef-d'œuvre en science-fiction,.
Son roman jeunesse Les Diables blancs, paru en 1993, commence dans la Commune de Paris et se termine en Nouvelle-Calédonie, décor de son livre La Colonie perdue (1998).
En 1999 parait Lentement s'empoisonnent, un triller scientifique. La même année, elle entre au jury du prestigieux Grand prix de l'Imaginaire.
Avec Pollen, paru en 2002, elle reçoit de nouveau le prix Rosny aîné. Dans ce livre, elle interroge la possibilité de l'utopie. Le titre fait référence à la notion de l'éden, et fait un clin d'œil malicieux à son activité d'alors d'apicultrice amateure. On suit trois personnages qui, chacun à leur manière, se révoltent « Contre l'ordre établi, bien sûr, qui permet l'enlèvement des femmes et l'absence de parité ».
Paru en 2005, Le Canari fantôme est un roman fantastique sur le Train Jaune des Pyrénées catalanes.
Elle explore un mythe fondateur de Prague au VIIIe siècle dans Les Amazones de Bohême (2006) : sur fond de menace des troupes de Charlemagne, la reine Libuše, entourée de femmes, accepte la venue de deux évangélistes. À sa mort, une capitaine d'armée fonde une cité entièrement féminine,.
La Chambre de sable (2008) est un roman contemporain entre onirisme et réalisme.
Le recueil de nouvelles La Créode et autres récits futurs parait en 2009.
Elle reçoit en 2021 le prix extraordinaire du festival des Utopiales récompensant l'ensemble de sa carrière littéraire.

### Vie privée
Joëlle Wintrebert fut apicultrice amateure. En 2000, elle habite dans la région de Montpellier. Elle est en couple avec Henri Lehalle, professeur de psychologie et auteur d'essais sur la science-fiction, avec qui elle réalise L'Amie-nuit.

## Distinctions
- 1988 : Prix Rosny aîné pour La Créode (nouvelle)
- 1988 : Prix Rosny aîné pour Les Olympiades truquées (roman)
- 1989 : Grand Prix de la science-fiction française pour Le Créateur chimérique
- 1993 : Prix Amerigo-Vespucci Jeunesse pour Les Diables blancs[4]
- 1995 : trophée Chêne[4]
- 2003 : Prix Rosny aîné pour Pollen (roman)
- 2010 : Prix Bob Morane pour La Déesse noire et le diable blond et l’ensemble du recueil La Créode et autres récits futurs[4]
- 2021 : Prix Extraordinaire des Utopiales pour l'ensemble de sa carrière[11]

## Œuvre

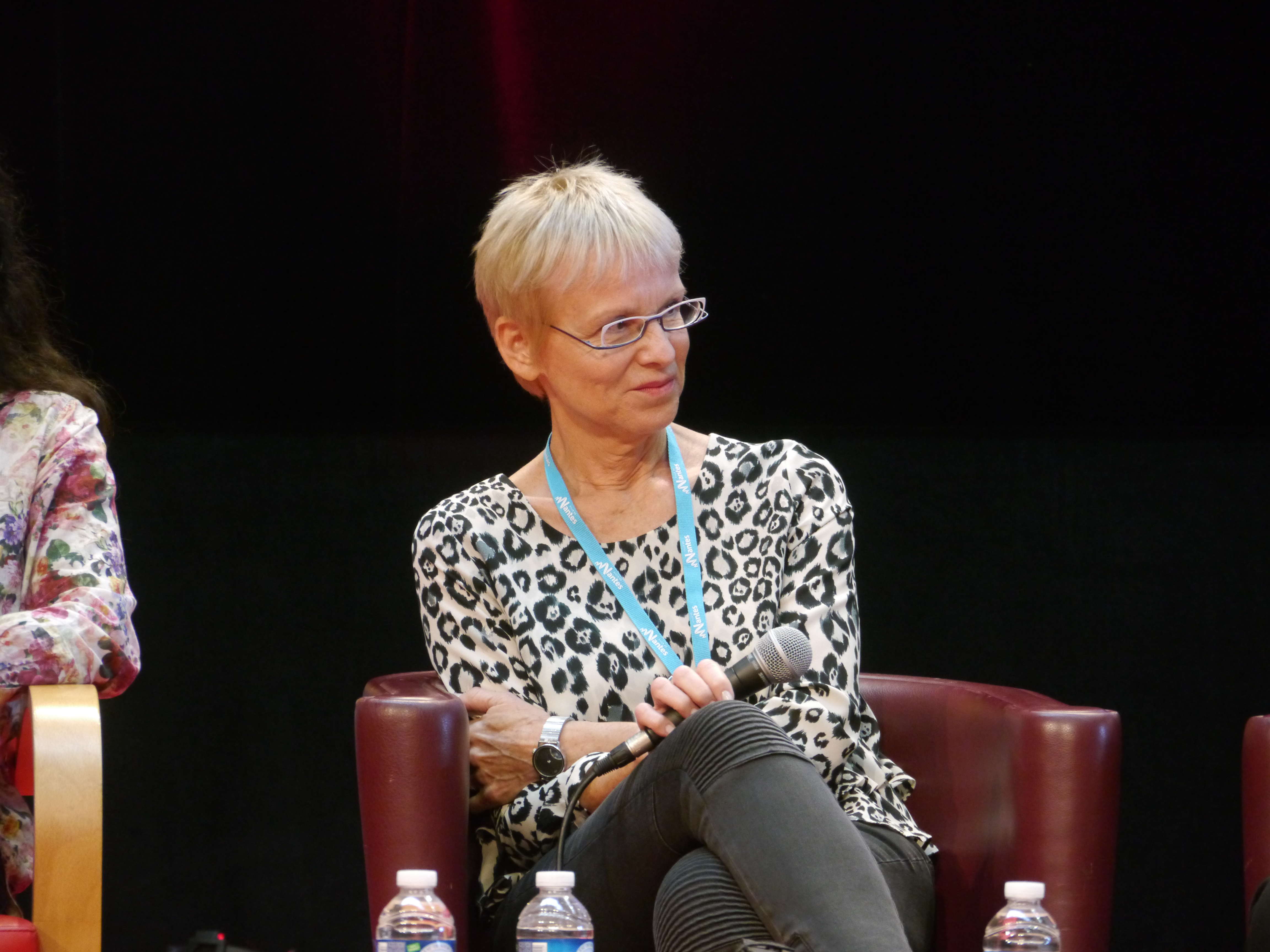
Joëlle Wintrebert aux Utopiales en 2014.

Joëlle Wintrebert est restée pendant longtemps une des rares autrices de science fiction, dans un genre porté en France par des auteurs principalement masculins. Elle cite comme influence Ursula K. Le Guin.
Ses écrits traitent souvent des thèmes « de la révolte, de l’Autre, du double, de l’identité sexuelle, du corps manipulé, instrumentalisé ». La vieillesse et la mort est également souvent présente (Victoire, L'Œil rouge du coutelier, Les Maîtres-Feu…). Même si à la lecture le récit prime, ses romans sont souvent politiques, et abordent la question écologique (L'Océanide), dénoncent l'autoritarisme ou le racisme (L'Océanide),.
Au cœur de son œuvre se trouvent les rapports entre hommes et femmes, notamment les injonctions faites aux femmes et à leurs corps, ainsi que la sexualité. Dans Chromoville, la cité dystopique est entre autres fondé sur un ordre misogyne. Wintrebert y aborde la question de la sexualité, hétérosexuelle et homosexuelle, et met en scène l’oppression sexuelle des femmes. Elle joue souvent à brouiller les frontières de genre, comme dans Les Olympiades truquées et Bébé-miroir. Certains personnages, les saïs, sont hermaphrodites. Dans Le Créateur chimérique, elle imagine des humains se reproduisant de manière asexuée, par parthénogenèse.
Le Créateur chimérique (1988) regroupe les différents thèmes traités par Joëlle Wintrebert (enfance, sexe, mort).
Dans ses romans jeunesse, elle n'aborde pas l'enfance comme « le temps de l’innocence » : « l’enfant a une conscience, une existence, une sexualité autonomes, que l’on cherche à brimer, à canaliser, à asservir - comme dans Sans appel, dont le personnage principal est une prostituée de douze ans qui a assassiné un client ».

## Publications
Alain Sprauel a réalisé une bibliographie complète en 2009 dans BiblioSF no 3. Une bibliographie exhaustive est parue dans le dossier qui lui a été consacré dans la revue Galaxies en 2012  (ISBN 978-2-914590-36-5). 

### Romans
- 1980 : Les Olympiades truquées, Ed. Kesselring Réédité en 1987, dans une version largement remaniée aux éditions Fleuve noir[2].
- 1982 : Les Maîtres-feu, J'ai lu no 1408
- 1984 : Chromoville, J'ai lu no 1576
- 1988 : Bébé-miroir, Fleuve noir
- 1988 : Le Créateur chimérique, J'ai lu no 2420
- 1993 : Les Diables blancs, Gallimard
- 1998 : La Colonie perdue, Le Seuil
- 1999 : Lentement s'empoisonnent, Flammarion
- 2002 : Pollen, Éditions Diable Vauvert
- 2005 : Le Canari fantôme, Balzac
- 2006 : Les Amazones de Bohême, Robert Laffont
- 2008 : La Chambre de sable, éd. Glyphe

### Recueils de nouvelles
- 1996 : Hurlegriffe, Encrage, coll. Lettres Science-Fiction no 1
- 2009 : La Créode et autres récits futurs, Le Bélial
- 2017 : Les Enfantômes, ActuSF
- 2017 : Transfusion, Le Miradou
- 2023 : Couvées de filles, Au Diable Vauvert

### Livre d'art
- 2010 : L'Amie-nuit, avec Henri Lehalle

### Nouvelles
Ne sont listées que les nouvelles publiées dans des livres.
- 1982 : « Hétéros et Thanatos »
- 1992 : Victoire in Territoires de l'inquiétude - 5
- 1995 : L'Œil rouge du coutelier in Territoires de l'inquiétude - 8
- 2005 : Arthro, in Premiers Contacts, Collection Autres Mondes, Mango
- 2012 : L'Enfant du lignage, in Galaxies no 19/61
- 2014 : Le Don des chimères, in Rêver 2074. Une utopie du luxe français, Comité Colbert
- 2020 : Te retrouver, in Utopiales 2020, ActuSF

### Littérature jeunesse
- 1983 : Nunatak, Casterman Réédité en 1998 sous le titre Les Gladiateurs de Thulé, Flammarion-Père Castor[12].
- 1984 : Kidnapping en télétrans, Je bouquine no 10
- 1987 : La Fille de Terre Deux, Bordas
- 1990 : Comme un feu de sarments, Hachette Réédité en 1998 sous le titre Le Vin de la colère, Hachette Jeunesse[12].
- 1992 : L’Océanide, Le Livre de poche Jeunesse
- 1996 : Les Ouraniens de Brume, Nathan
- 1998 : Le Roi des limaces, Hachette Jeunesse
- 2003 : Un Prince pour Yoan, Romain Pages

### Théâtre
- 1999 : Voyage en Domitienne

### En tant qu'anthologiste
- 1983 : Univers 1983, J'ai Lu
- 1984 : Univers 1984, J'ai Lu
- 1985 : Univers 1985, J'ai Lu
- 1997 : Petite anthologie du fantastique, éditions SEDRAP
- 2001 : Petite anthologie de la science-fiction, éditions SEDRAP

### En tant que traductrice
- 1996 : Conan le triomphant, de Robert Jordan, Fleuve Noir
- 2013 : All Clear, de Connie Willis, Bragelonne
- 2014 : Black-out, de Connie Willis, Bragelonne
- 2014 : Blitz – L'Intégrale, de Connie Willis, Bragelonne